# Miku (Setomaa)
Miku – wieś w Estonii, w prowincji Võru, w gminie Meremäe.